# Zelândia (Dinamarca)
A Zelândia (em dinamarquês:  Sjælland;  PRONÚNCIA) é a maior e a mais povoada ilha da Dinamarca, com mais de 45% da população total do país. Está separada da Fiónia pelo Grande Belt e da Escânia, na Suécia, pelo estreito de Øresund. É a 96.ª maior ilha do mundo e a 35.ª mais habitada.
A ilha tinha em 2012 cerca de 2 491 090 habitantes, vivendo a maior parte destes na capital, Copenhague  (em dinamarquês København), e seus arredores, em cidades como Helsingør. A sua área é de 7 031 km².
Copenhaga está parcialmente situada na costa oriental da Zelândia e parcialmente na ilha de Amager, além de outras ilhas menores. Outras cidades importantes da ilha são Roskilde e Helsingør.
O nome de Sjælland em dinamarquês provém das grandes populações de focas (en dinamarquês sæel) residentes nas costas da ilha.

## Geografia
A costa é em geral baixa e arenosa com algumas exceções em forma de falésias calcárias como por exemplo as de Stevns Klint. A ilha é formada por um conjunto de terras com vales de origem glaciar em forma de U e restos de antigas morenas. O ponto culminante da ilha é Kobanke com 122,9 m, no município de Faxe, a sul da cidade de Rønnede. A Zelândia tem 3 dos maiores lagos da Dinamarca, o Arresø, o Esrum, e o Tissø.
O Fiorde de Ise, conectado ao mar de Kattegat, está localizado no norte da ilha
Administrativamente a ilha é dividida entre duas regiões, a Região da Capital e a Região de Sjælland, ambas com territórios fora da ilha.

## Cidades principais
Cidades e áreas urbanas com mais de 10 000+ habitantes:
| #  | Cidade/área urbana | Município     | População |
| -- | ------------------ | ------------- | --------- |
| 1  | Copenhaga          | Vários        | 1 213 822 |
| 2  | Greve              | Greve         | 47 980    |
| 3  | Roskilde           | Roskilde      | 47 828    |
| 4  | Helsingør          | Helsingør     | 46 368    |
| 5  | Hørsholm           | Vários        | 45 865    |
| 6  | Næstved            | Næstved       | 41 857    |
| 7  | Køge               | Køge          | 35 295    |
| 8  | Taastrup           | Høje-Taastrup | 32 719    |
| 9  | Slagelse           | Slagelse      | 32 133    |
| 10 | Hillerød           | Hillerød      | 30 570    |
| 11 | Holbæk             | Holbæk        | 27 195    |
| 12 | Ringsted           | Ringsted      | 21 412    |
| 13 | Ølstykke-Stenløse  | Egedal        | 20984     |
| 14 | Birkerød           | Rudersdal     | 19 919    |
| 15 | Måløv-Smørumnedre  | Vários        | 19 143    |
| 16 | Farum              | Furesø        | 18 422    |
| 17 | Kalundborg         | Kalundborg    | 16 303    |
| 18 | Lillerød           | Allerød       | 15 795    |
| 19 | Frederikssund      | Frederikssund | 15 602    |
| 20 | Solrød Strand      | Solrød        | 15 159    |
| 21 | Korsør             | Slagelse      | 14 538    |
| 22 | Værløse            | Furesø        | 12 842    |
| 23 | Frederiksværk      | Halsnæs       | 12 191    |
| 24 | Dragør             | Dragør        | 11 683    |
| 25 | Vordingborg        | Vordingborg   | 11 643    |
| 26 | Hedehusene-Fløng   | Høje-Taastrup | 11 345    |
| 27 | Haslev             | Faxe          | 11 201    |